# Inga leonis
Inga leonis är en ärtväxtart som beskrevs av Nelson A. Zamora. Inga leonis ingår i släktet Inga och familjen ärtväxter. Inga underarter finns listade i Catalogue of Life.